# Lasiini
Lasiini – plemię mrówek z podrodziny Formicinae.
Takson ten wprowadzony został w 1905 roku przez W.H. Ashmeada. Znacznych zmian w jego składzie dokonali B. Bolton w 2003 oraz P.S. Ward i współpracownicy w 2016 roku. Po rewizjach obejmuje 11 opisanych rodzajów:
- Cladomyrma Wheeler, 1920
- Euprenolepis Emery, 1906
- †Glaphyromyrmex Wheeler, 1915
- Lasius Fabricius, 1804
- Myrmecocystus Wesmael, 1838
- Nylanderia Emery, 1906
- Paraparatrechina Donisthorpe, 1947
- Paratrechina Motschoulsky, 1863
- Prenolepis Mayr, 1861
- Pseudolasius Emery, 1887
- Zatania LaPolla, Kallal & Brady, 2012